# Alkiza
Alkiza és un municipi del centre de Guipúscoa, de caràcter rural, al nord-oest de la comarca de Tolosaldea. 27 quilòmetres al sud de Sant Sebastiá. En 2019 tenia 375 habitants, dels quals el 88,8% eren euskalduns. És municipi independent des de 1731, anteriorment va dependre de Tolosa i de Sant Sebastià.
La plaça del poble es troba a 340 metres sobre el nivell del mar i s'hi troben l'escola, l'ajuntament, el frontó i l'església parroquial. El municipi compta amb mes de 40 caserius i casa disperses.
Als seus habitants se'ls sobrenomena en basc oiloak (gallines).
La festa major de la vila és el 8 de setembre.

## Geografia
Alkiza es troba a l'est de la serra d'Hernio. El terreny de terme municipal és majorment de gran pendent, trobant-se la zona mes plana al barri Arana.
Té clima atlàntic típic.
En ser la serra d'Hernio una formació calcària, en els terrenys d'Alkiza existeixen nombroses estructures càrstiques com a coves, avencs i dolines. Així mateix, algunes de les regates que recorren el municipi romanen seques si no plou molt. El mateix ocorre amb la cascada d'Amixuri.
El complex Leize Haundia 2/Sabe-saia és l'estructura càrstica més important d'Alkiza. Les dues coves formen un sistema de 340 m de profunditat, 2 km de galeries i un rierol en el seu interior.
Els cims més destacats són Herniozabal (1.010 m), Herniotxiki (820 m), Enaizpuru (731 m), Alluts (687 m) i Beleburu (619 m) a l'oest i Mendiola (431 m) a l'est.
En el terme municipal d'Alkiza es troba una quarta part la Zona d'Especial Conservació Hernio-Gazume.
Està connectat amb Anoeta i Asteasu a través de la carretera GI-3630. El branc d'Asteasu es va inaugurar en 1952 i el d'Anoeta en 1957. Fins llavors, els camins veïnals i rurals unien Alkiza amb els pobles propers.
Hidrografia

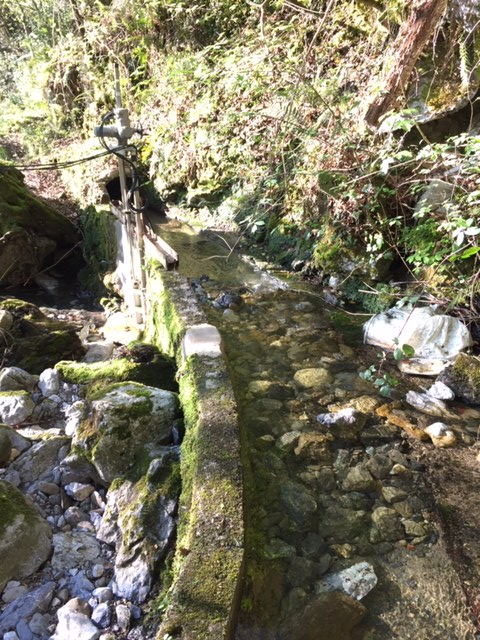
Canal d'alimentació de la presa de la central Eletralkiza en el sorgiment del rierol Ilunbe, afluent del Mandabe. El sorgiment és també la font de la xarxa municipal d'aigua.

Com s'ha esmentat anteriorment, Alkiza és una zona càrstica, per la qual cosa les aigües de pluja i desglaç van al subsòl en gran proporció. Per això, algunes regates només condueixen aigua en cas de precipitació intensa i, en unes altres, hi ha aigües superficials solament en alguns trams de la llera.
Són dos els principals rierols d'Alkiza:
- El rierol Mandabe travessa el barri d'Arana i aboca les seves aigües en el terme d'Anoeta al riu Oria. Neix en la font anomenada Bidania erreka, on afloren les aigües del complex Leize /Haundia 2/Sabe-saia. Entre els habitants d'Alkiza es pensava que les aigües d'aquesta font procedien de l'altre costat d'Hernio, concretament de Bidania, i d'aquí el seu nom.
- El rierol Aranguren neix al costat del caseriu del mateix nom i discorre pel barri d'Aldapa. Aboca les seves aigües en el rierol Asteasu, afluent del Oria. A aquest rierol se li denomina Arraiaga aigües avall del pont d'Egurrola.

Municipis confrontants
Alkiza limita al nord amb Larraul i Asteasu; al sud amb Hernialde, Tolosa, Albiztur i Bidania-Goiatz; a l'est amb Anoeta; i a l'oest amb Errezil.

## Història[2]
Les primeres petjades humanes en Alkiza daten de l'Edat del Bronze. Peces ceràmiques en la cova de Olatzazpi i el túmul del paratge denominat Itzuregi són exemple d'això.
Les primeres referències escrites sobre Alkiza són de 1348. De fet, per encàrrec del rei de Castella Alfons XI es va elaborar la llista dels gentilhomes de Tolosa. En aquesta llista apareixen diversos caserius d'Alkiza. Alkiza s'esmenta associada administrativament a Tolosa. En 1396 Tolosa va reconèixer a Alkiza el dret de triar el seu jurat. A causa dels impostos Alkiza i altres pobles de Tolosaldea van tenir litigis amb Tolosa des de 1435. Dins d'aquest procés, en 1450, Alkiza va decidir adscriure a Sant Sebastià, però això no es va materialitzar legalment fins que en 1479 Tolosa i Sant Sebastià van signar un acord a la Casa Torre Berroeta d'Andoain. Aduna també va ser part del mateix cas i va passar a ser terme de Sant Sebastià.

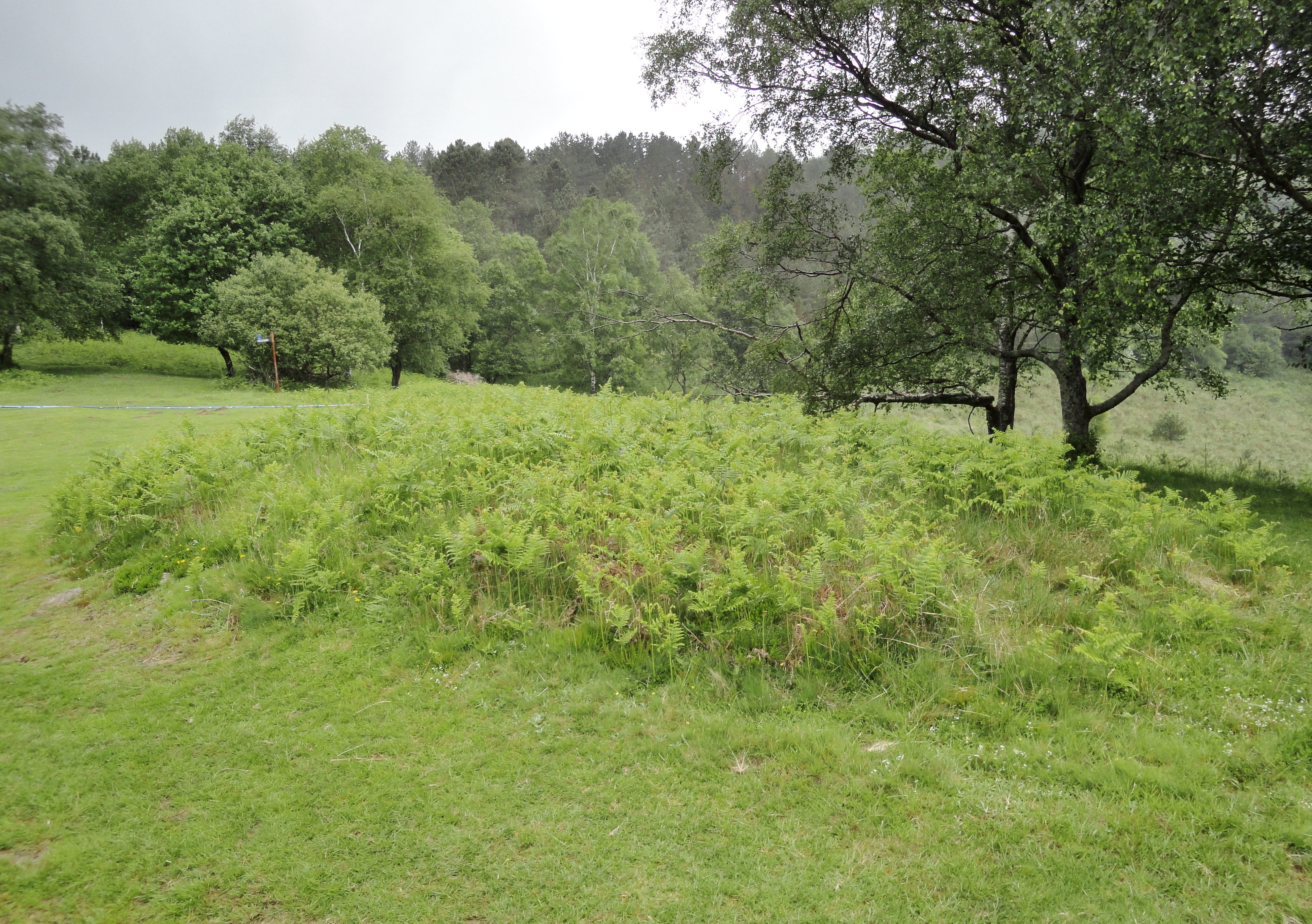
Túmul d'Itzuregi

Entre els segles XV i XVIII, Alkiza es va autogobernar com concell obert, encara que també es nomenaven jurats i regidors per a les decisions quotidianes.
A la fi del primer terç del segle xviii va arribar el moment més important de la història d'Alkiza: convertir-se en municipi. El 21 de gener de 1731 va ser declarada vila pel rei Felip V i separada de Sant Sebastià. La llunyania a Sant Sebastià va ser la raó més important per dur a terme aquesta secessió. Miguel Irazusta va ser el primer alcalde. Aquest mateix any es van definir oficialment els límits d'Alkiza amb els pobles de la zona i es va procedir a la designació de cadascun de les fites. El límit d'Asteasu, per exemple, va ser delimitat per les fites d'Olatza, Arizmendi, Zalminaga i Arraiaga. 54 llars van constituir el nou municipi.
En convertir-se en municipi independent Alkiza va adquirir el dret de participació en les Juntes Generals de Guipúscoa. Això tenia un cost econòmic i Alkiza li va proposar unir-se a Anoeta per compartir despeses. En 1742 els dos pobles van fundar la unió Ainssu per a la seva representació en les Juntes Generals. A les Juntes Generals de 1743 van assistir representants de tots dos municipis; a les de 1744 van assistir els d'Anoeta; a les de 1754 els d'Alkiza i així successivament. L'acord va ser de vint anys i va ser renovat en 1762, 1781 i 1805. Aquest últim no tenia termini de finalització.
El 1815 es va adherir a Ainssu Hernialde i a la unió ampliada se li va denominar Ainssuberreluz.
A principis del segle xix es va produir la privatització dels terrenys comunals en Alkiza. El primer moviment es va produir a causa dels deutes derivats de la Guerra de la Convenció, i així en 1797 el poble va autoritzar a l'Ajuntament la venda de terrenys comunals. La primera subhasta de terrenys comunals es va celebrar en 1799 i l'Ajuntament va vendre 53 lots. Des d'aquesta data fins a 1814 l'Ajuntament va realitzar sis subhastes per a l'alienació de terrenys comunals. En 1810 es van subhastar a més d'altres béns, com els molins de Olaa i Goiko Errota al barri Aldapa i Igaran al barri Arana. A la fi del segle xviii la meitat dels terrenys del municipi eren públics i entre 1799 i 1845 l'Ajuntament va subhastar 682 parcel·les comunals, 5,3 km². Els terrenys comunals es van reduir a una superfície de 0,4 km².
Aquesta privatització va afectar greument a l'economia de l'ajuntament. De fet, el mateix aconseguia grans recursos econòmics venent llenya, carbó vegetal, castanyes i altres. Això va provocar, per exemple, la pèrdua dels notaris residents que Alkiza tenia des de 1749 en 1801. També van desaparèixer els guardes forestals responsables dels boscos i vivers municipals.
Les dues guerres carlines del segle xix van afectar poc a Alkiza. Durant la Primera Guerra Carlina, entre 1836 i 1838, els carlistes van confiscar als seus amos liberals els seus caserius i van obligar els inquilins a pagar les rendes a les autoritats carlines. Durant la Tercera Guerra Carlina va succeir en 1873 l'anomenada trobada d'Alkiza. Se sospitava que el guerriller capellà de Santa Cruz estava a la zona d'Hernio i els miquelets i les tropes liberals van ser a buscar-li. No van trobar a ningú i van decidir descendir del serral de Zelatun a Alkiza. En entrar al poble els van rebre amb trets, però els liberals van expulsar els carlines carregant a baioneta. D'altra banda va ser freqüent que Santa Cruz prengués alberg a la casa cural d'Alkiza el rector de la qual era fervent carlin.
El servei de correu va començar en 1873 amb dos carters. Un d'ells realitzava el recorregut Azpeitia-Alkiza-Larraul-Asteasu i l'altre, Tolosa-Alkiza-Larraul-Asteasu.
En 1885 l'ajuntament va decidir fer arribar el telègraf i el telèfon al poble. Aquests serveis van tenir la seva seu en el taverna municipal. El telèfon no es va estendre a totes les llars del municipi fins a principis dels anys 80. D'altra banda, l'Ajuntament va decidir en 1896 establir el sistema mètric de pisos i mesures en el municipi.
En 1911 quatre Alkizarras, Ignacio Urruzola del caseriu Garaikoetxea, Eusebio Zubiaur d'Arritzaga, Markos Bengoa de Zumitza i Fermin Roteta d'Antzieta, van construir una central hidroelèctrica en els terrenys del caseriu Bentzalaga, en el rierol Mandabe. D'aquesta manera es va aconseguir que l'electricitat arribés a les llars d'Alkiza. Aquesta central va ser pionera de l'actual Elektralkiza. L'energia elèctrica d'Alkiza va ser produïda pel rierol Mandabe fins que en 1971 quan l'empresa Iberduero va instal·lar dos centres de transformació en el municipi.
El primer automòbil va arribar a Alkiza el dos de novembre de 1930 conduït per un dels propietaris de la paperera Echezarreta, Larrion i Aristi d'Irura.

## Organització administrativa

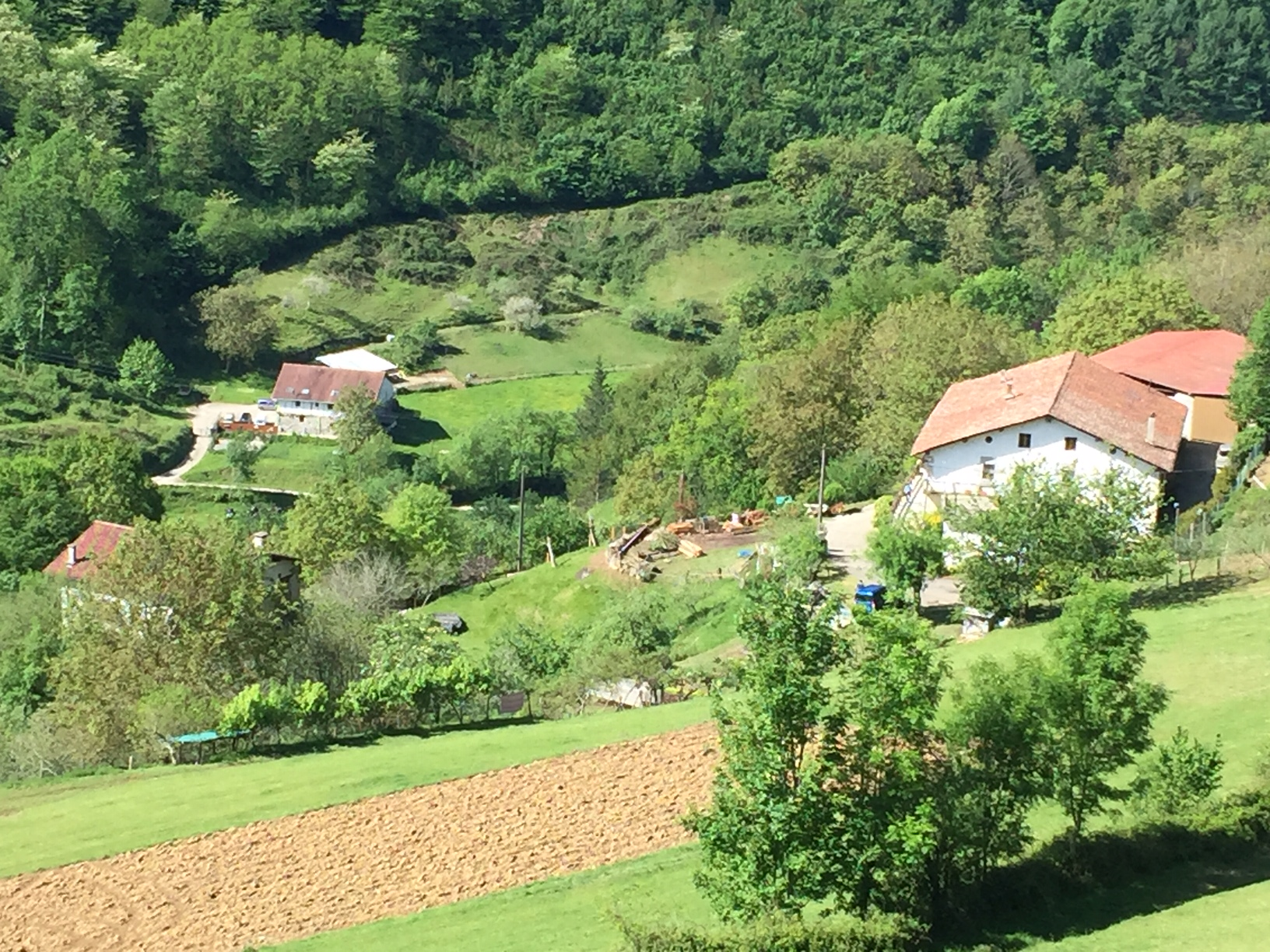
Caserius Urruzola, Urruzola Azpi i Garro, barri Aldapa

En 1775 l'Ajuntament va dictar un decret pel qual s'organitzava la recollida de falguera, fullaraca i similars per als llits del bestiar dels terrenys comunals. En el mateix es dividia el municipi en quatre barris: Azaldegi, Aldapa, Arana Behea i Arana Goikoa. El centre es va situar en el caseriu Otsamendi i el terme municipal es va dividir en quatre quadrants per dur a terme aquesta distribució.
En el moment en què es van establir les quotes per al pagament del metge de la localitat en 1847, el municipi es va dividir novament en quatre barris: Azalegi, Aldapa, Arana i Herriburua. En 1884 el barri Aldapa es va dividir en dos: Aldapa i Hernio. El barri Sakamidra va ser organitzat en 1940, ajuntant diversos caserius d'Arana i Azalegi.
A més del nucli urbà, denominat Plaza pels naturals, Alkiza es divideix actualment oficialment en cinc barris: Aldapa (limita amb Larraul), Arana (zona plana de la carretera d'Anoeta), Azaldegi (a banda i banda de la carretera d'Asteasu), Hernio (als peus del massís d'Hernio) i Sakamidra (confrontant el barri Goi-Bailara d'Anoeta).

## Demografia
En el moment que apareix la primera documentació escrita sobre Alkiza, és a dir al segle xiv, s'estima tenia uns 60 habitants; a principis del segle xvii eren al voltant de 230 i quan es va constituir com a municipi, uns 270. A principis del segle xix vivien en Alkiza més de 350 persones. Primeres dades exactes del nombre d'habitants són de mitjan el segle xix. En la taula següent es mostra l'evolució de la població d'Alkiza des de 1857.
Des de principis del segle XX la població ha anat disminuint gradualment, disminució que es va accelerar des de la dècada de 1960 fins a finals de segle. El nombre d'habitants va aconseguir el mínim en 2000, amb sol 254.
Al començament del segle XXI la població d'Alkiza era comparable a la qual tenia quan es va convertir en municipi. Això té una explicació senzilla des del punt de vista de l'estructura econòmica i familiar del municipi. Des de mitjan segle XX el caseriu va deixar de ser el motor de l'economia local. Els Alkizarras van començar a anar a treballar a la indústria i als serveis situats de localitats properes com Asteasu, Anoeta o Tolosa. Al mateix temps les famílies extenses que necessita l'economia rural van començar a reduir-se, passant de sis a set fills i filles a sol dos o tres.

## Economia
Fins a mitjan segle XX l'activitat econòmica principal d'Alkiza ha estat l'agricultura i activitats relacionades com la ferreria o els molins d'aigua.
L'activitat agrària s'ha organitzat entorn del caseriu i ha estat en gran manera una economia de subsistència. El necessari per viure es produïa principalment en el caseriu. A diferència d'altres comarques guipuscoanes, no sembla que el pasturatge d'ovelles hagi tingut un gran pes en l'economia dels caserius d'Alkiza.
Alkiza ha tingut històricament tres molins: Igaran, al barri Arana sobre el rierol Mandabe, i Olaa i Goiko Errota al barri Aldapa sobre el rierol Aranguren. Aquests dos últims molins van estar actius fins a 1953. Es molia blat de moro i blat.
Al segle xvi, cal destacar la ferreria d'Egurrola que va tenir una activitat molt important entre 1511 i 1615. La ferreria va ser destruïda per una gran riuada. L'En 1514 la ferreria quedo exempta d'impostos per un edicte de la reina de Castella Joana I.
L'activitat carbonera ha estat un complement monetari important per als pagesos d'Alkiza, que venien el carbó a la indústria i llars dels municipis propers com Tolosa. La fusta dels boscos d'Hernio és una matèria primera molt adequada per a la fabricació de carbó vegetal. Aquesta activitat va modelar l'estructura dels boscos d'Alkiza, imposant els faigs podades. Aquesta activitat va sobreviure fins a principis dels anys 60. En la dècada de 1950 podien estar enceses al mateix temps una dotzena i mitjana de carboneres.
Entre 1945 i 1950 un grup d'emprenedors, entre ells l'alcalde d'Alkiza, Mateo Aranburu, construeixo un sistema de cables, corrioles i pals que baixava la fusta penjant dels mateixos des de les fagedes de la penya Zopite, en el terme d'Alkiza, fins al caseriu Konporta d'Asteasu. Aquesta fusta era venuda als forns de pa.
En les últimes dècades del segle XX Alkiza va comptar amb un petit polígon industrial al costat del barri Umanea d'Asteasu, que ja no té activitat. Baldosas Jarri va ser la principal empresa local.
En l'actualitat, Alkiza té una activitat econòmica pròpia molt feble i els veïns en actiu treballen principalment fos del municipi principalment en la indústria i serveis de la comarca. És d'assenyalar la presència d'un grup significatiu de professors universitaris entre els veïns d'Alkiza.
En 2020, dues explotacions agràries, el agroturisme Lete, el celler de Txakoli Inazio Urruzola, el bar municipal, la minicentral hidroelèctrica Elektralkiza i una empresa d'afilat conformen el teixit productiu d'Alkiza.

## Política
En ser declarada vila es van haver de començar en triar els alcaldes en Alkiza. Com s'ha esmentat anteriorment, el primer va ser Miguel de Irazusta, arquitecte Alkizarra establert a Madrid. Les ordenances municipals van establir que els successius alcaldes devien residir en la vila, de tal manera que Jerónimo Alkizalete va succeir a Irazusta. Fins a mitjan segle xix, els alcaldes es triava en els primers dies de l'any natural i per ser candidats havien de ser gentilhome i propietaris de caseriu de primera categoria. Es triaven per a un any, encara que hi ha algunes excepcions, per exemple Gregorio Arantzabe va ser triat per 1808 i 1809.
En 1845, després de la Primera Guerra Carlina, el sistema electoral va canviar i, entre altres coses, es va perllongar el mandat dels alcaldes.

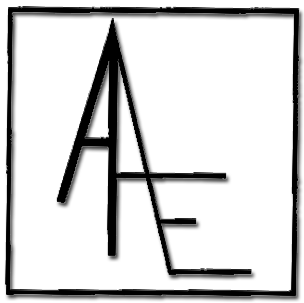
Alkizako Abertzale Ezkertiarrak

En 1931, en les eleccions municipals que van portar a la proclamació de la Segona República, Krispin Sorarrain va ser triat alcalde ocupant el seu càrrec fins a 1934. Li va seguir José Tolosa. El 27 d'agost de 1936, ja esclatada la Guerra Civil espanyola, la Junta de Burgos, fidel als colpistes, va procedir a la destitució de José Tolosa i de la resta de regidors: Krispin Sorarrain, José Luis Iruretagoiena i Simón Ugalde, i va nomenar alcalde, a Matías Aranburu, a Pantaleón Iruretagoiena, tinent d'alcalde i a Juan Bautista Altuna, Francisco Uzkudun, Pedro Otegi i Juan Cruz Urruzola regidors.

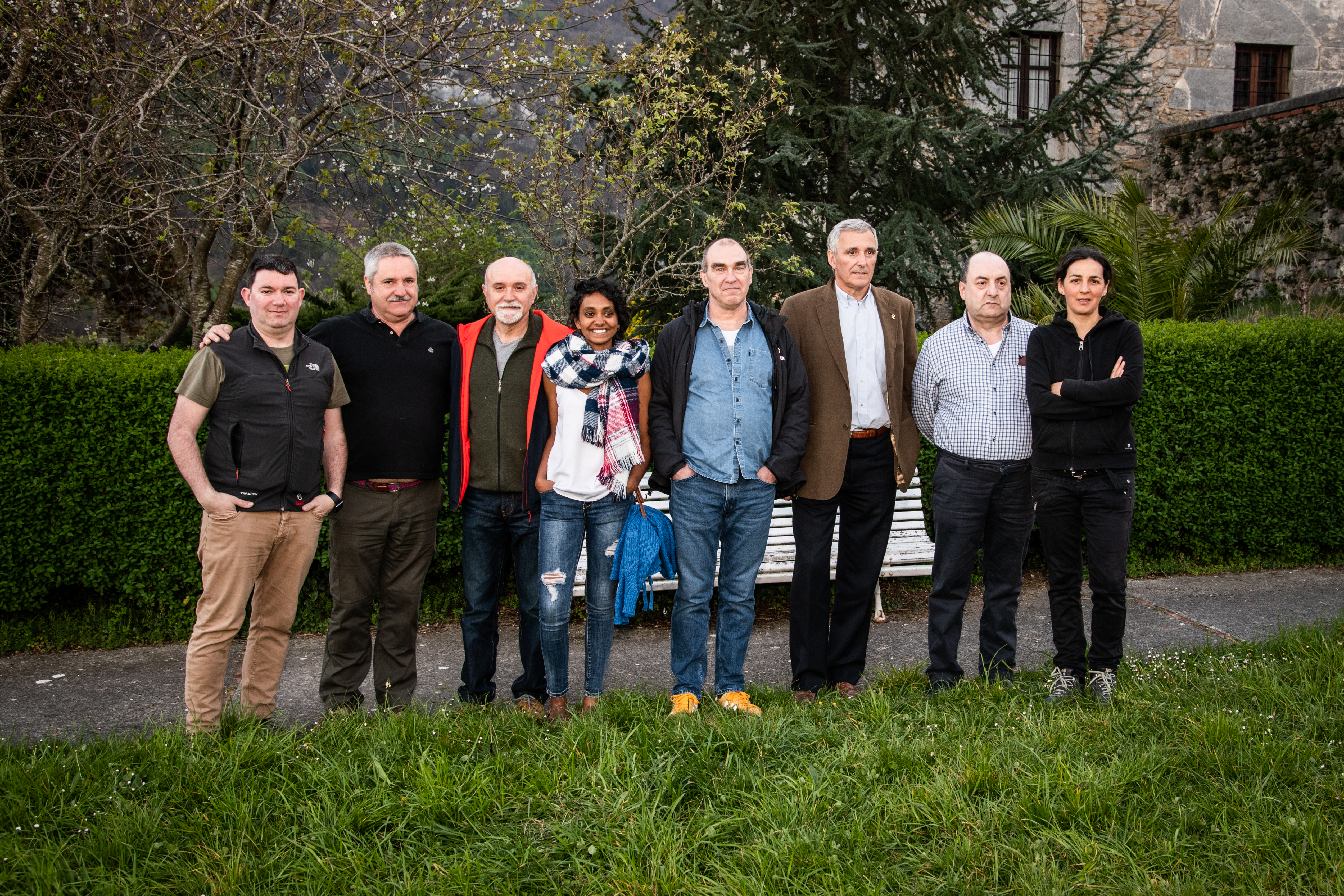
Govern municipal 2019-2023

Al final del franquisme, en les primeres eleccions municipals en 1979, Bittor Sorarrain Lasa, nebot de Krispin, va ser triat alcalde de la llista independent Alkizako Herriaren Alde. Antonio Zubiaurre Otegi va ser alcalde de la vila des de 1983 fins a la seva defunció en 2004, en nom de Euskadiko Ezkerra primer i de la llista independent Alkizako Abertzale Ezkertiarrak des de 1995. El 2004 Jon Roteta va prendre possessió de l'alcaldia i va romandre en el càrrec fins a 2011. En les eleccions de 2011 i 2015, Jon Umérez Urrezola va ser triat alcalde i Inaki Irazabalbeitia Fernández en les de 2019. Des de 1995 tots els electes municipals d'Alkiza ho han estat en la candidatura Alkizako Abertzale Ezkertiarrak.
En les eleccions a Juntes Generals, Parlament Basc, Corts i Europees el vot a candidatures nacionalistes basques supera amb folgança el 80 % dels vots emesos.

## Educació

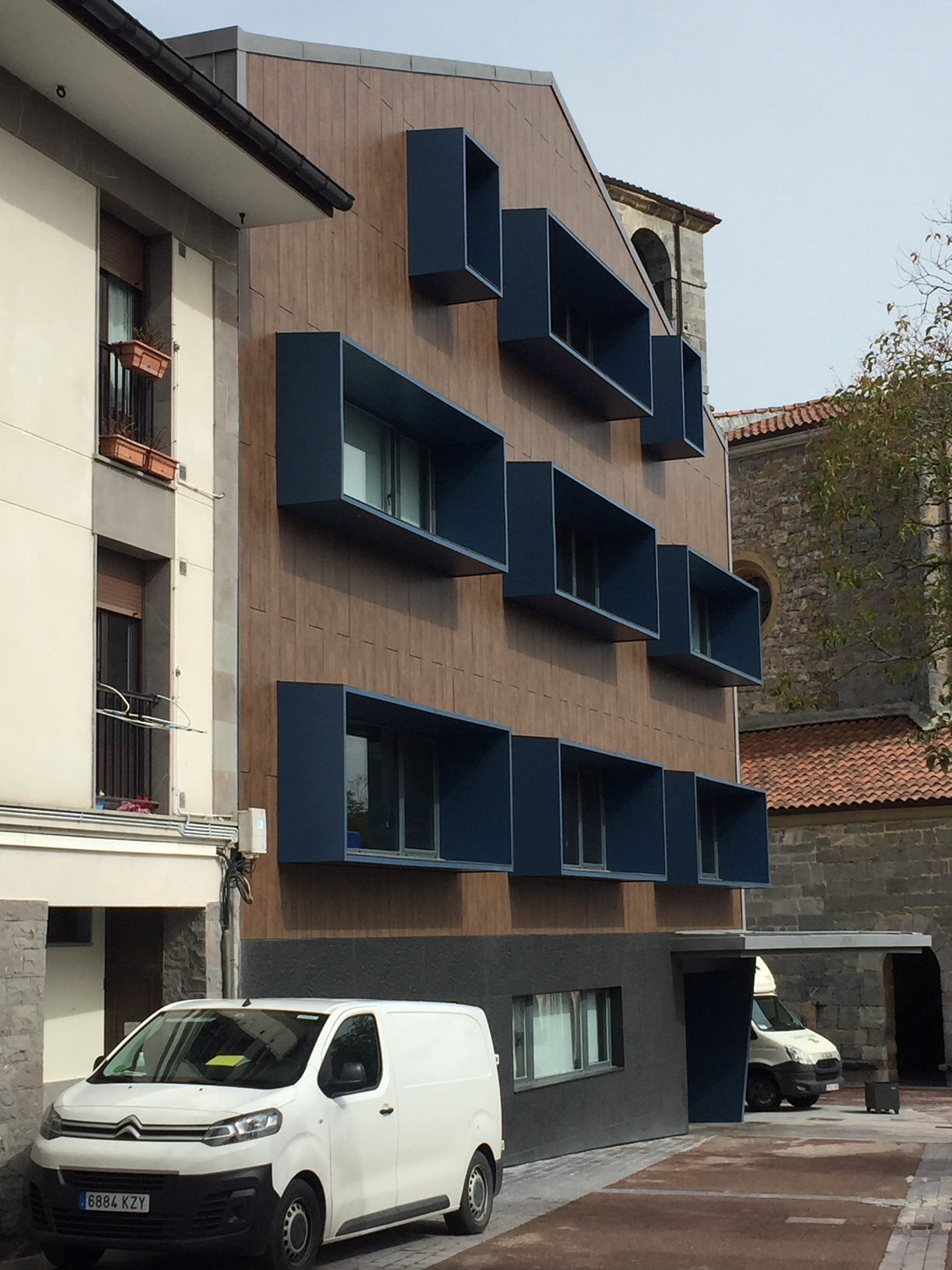
Nova escola, 2020.

Poc temps després de ser declarada vila, l'ajuntament d'Alkiza va decidir ocupar-se de l'educació dels seus veïns. En 1749, en l'acord amb el primer notari resident de la vila, Francisco Ignacio Larrunbide, s'esmenta que aquest notari havia d'impartir classes de lectura i escriptura. Això va ser així fins a 1797 quan l'ajuntament nomena el primer mestre que no era notari: Juan Antonio Irazusta. En el conveni que va signar amb l'Ajuntament es detallen les seves obligacions i drets: ensenyar a les nenes i nens la doctrina cristiana i a llegir, escriure i les quatre regles. Excepte en el cas de les famílies pobres, totes les famílies pagaven amb blat al mestre que a més percebia el salari estipulat per l'ajuntament. L'escola estava situada a l'edifici consistorial. El mestre tenia també la funció de mantenir el rellotge de la torre de l'església parroquial.
En 1816 els germans i veïns de la vila Juan Bautista i José Antonio Legarra van fer reconstruir la casa Migelena, situada al costat de l'ajuntament. En aquesta casa es va situar l'escola i el rector Juan Bautista Legarra  va exercir en ella de mestre entre 1822 i 1843. A més del mestre es va nomenar mestra per fer classes a les noies. La primera d'elles, entre 1823 i 1846, va anar Juana María Aranburu. En el testament realitzat per Juan Bautista Legarra en 1845, l'edifici de l'escola, ja conegut com a Donjuanena, va ser cedit a l'ajuntament per al seu ús com a escola.
L'escola va estar en aquest edifici fins a 1930 quan es va aixecar una nova en el solar de la casa Madrigal.
El març de 2020 s'ha obert a l'ús un nou edifici construït pel Departament d'Educació del Govern Basc que ve a substituir l'antic que havia quedat petit i antiquat.
L'escola unitària d'Alkiza imparteix educació infantil i primària. En el curs 2019-2020 s'ha matriculat un total de 53 alumnes.
La festa de les escoles unitàries de la Comunitat Autònoma Basca, Eskola Txikien Festa, es va celebrar en Alkiza en 1999.

## Llengua
En Alkiza segons dades de 2016 el 88,8 % de la població és euskaldun i l'ús social de la llengua és del 83,6 %, dada mesurada en 2017. L'escola unitària de la localitat escolaritza als alumnes en el model D, és a dir en el model amb l'euskara com a llengua vehicular.
L'ajuntament és des de desembre de 2019 membre de la Mancomunitat de Municipis Vascófonos (UEMA).
En Alkiza es parla la variant de Tolosaldea del dialecte guipuscoà, però com a conseqüència de l'ús del basc standard en l'educació i en els mitjans de comunicació i el contacte mes freqüent amb parlants d'altres dialectes, les generacions mes joves tenen un parla mes híbrida.
Al portal Ahotsak hi ha recollides enregistraments amb 8 persones, 5 homes i 3 dones nascudes entris 1917 i 1941, que són mostra de l'euskara tradicional d'Alkiza.

## Cultura
Alkiza és un municipi de gran activitat cultural. Al llarg de l'any s'organitzen múltiples activitats culturals com a conferències, actuacions musicals, exposicions i teatre. També s'organitzen dues setmanes culturals, una a Sant Isidre i una altra en Sant Martí.
D'altra banda, cal destacar que entre 2008 i 2010 es desenvolupo un projecte cultural impulsat pels veïns denominat Itxurain que tub com a objectiu recollir el patrimoni soci-etnogràfic i cultural de la localitat i projectar-ho a futur com un dels pilars dels senyals d'identitat de la comunitat. Es van realitzar en total 4 projectes amb la participació de l'escola i desenes de veïnes i veïns.
Des de 2001 es publica la revista anual Oilategitk on a més de les notícies mes importants de l'any es recullen articles sobre l'antropologia i història local, entrevistes, etc.
Des de 2018 està en marxa la iniciativa Sormenaren Kabia (Niu per a la creativitat). Casa any ofereix a dos artistes una beca, un espai de creació artística i l'assessorament de Koldobika Jauregi durant la seva estada en Alkiza.
D'altra banda, al costat de la carretera d'Asteasu, al barri d'Azaldegi, es troba el Museu Ur Mara, dissenyat i gestionat per l'escultor Koldobika Jauregi i la seva esposa la dissenyadora de joies Elena Cajarabille. En el mateix, a més de l'obra de Koldobika i Elena, es reuneix, també, la d'altres artistes. Així mateix, ofereix una programació anual de concerts, exposicions i tallers.
El pintor Juan Luis Goenaga té el seu taller en el caseriu Aritzategibarrena del barri Hernio.

## Monuments
Caseriu Alkizalete o Lete
El caseriu Alkizalete o Lete està declarat Ben Cultural amb la categoria de Monument. És d'origen medieval, té un arc de mig punt i panys de la planta baixa d'estil gòtic, així com pilars i bigues de fusta del segle xvi. En l'escut de la façana té gravada la data de 1212. Caseriu actual és un edifici barroc del segle xviii.
Església de San Martín de Tours
L'església parroquial de Sant Martin de Tours és d'estil gòtic i va ser va adquirir la seva forma actual en la segona meitat del segle xvi. L'edifici original mancava de torre que va ser construïda al segle xvii.

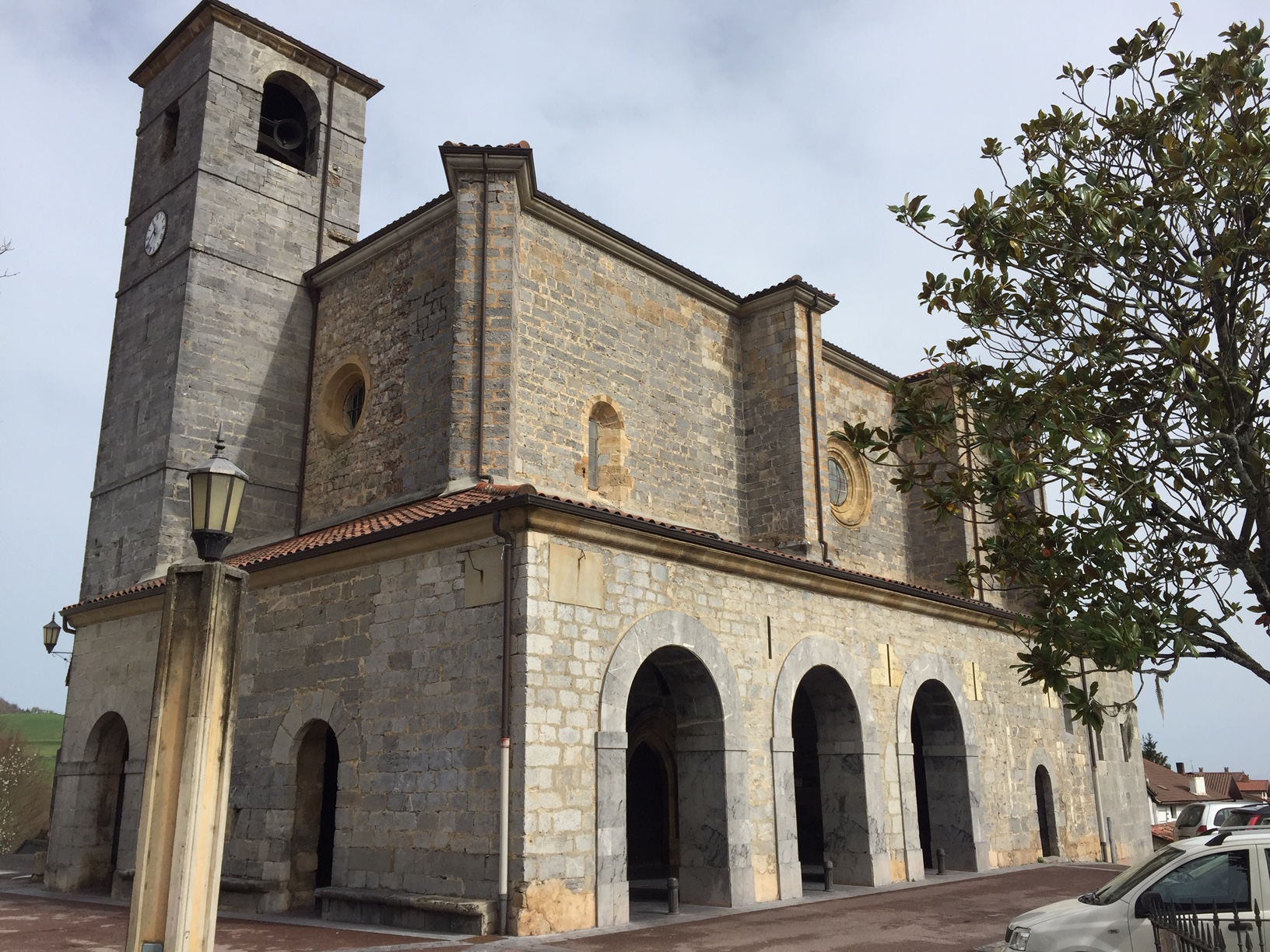
Església de San Martin de Tours, segle XVI

El primer retaule de l'església de Sant Martín ha estat considerat per alguns com a obra de l'escultor Joanes Antxeta. No obstant això, l'autor va ser l'escultor Joanes de Arbeiza. No obstant això, està documentat que van convocar Antxeta a Alkiza per parlar sobre el retaule, sent la principal hipòtesi que ell només va treballar com a consultor.
D'aquesta mateixa època és el sagrari de l'església, obra de Anbrosio Bengoetxea, fill del poble. Actualment es troba en el Museu Diocesà de Sant Sebastià, on va ser portat a restaurar a principis de la dècada de 1980.
La torre i la sagristia de l'església es van construir entre 1688 i 1700.
L'actual retaule de l'església és obra de Miguel de Irazusta, arquitecte Alkizarra establert a Madrid. Va rebre l'encàrrec en 1724 i ho va finalitzar amb el seu nomenament com a primer alcalde del poble. En l'època del rector Juan de Irazusta, cosin de Miguel, entre 1755 i 1772, es van realitzar a l'església algunes millores significatives: es van construir l'arc del cor, el nou sòl de l'església i el pòrtic i es va instal·lar un rellotge a la torre. Aquest rellotge va ser reformat en 1841 i 1932.
L'òrgue de l'església és de 1928.
Entre 1998 i 2000 l'església de San Martín va sofrir una profunda restauració que va ser finançada en part amb fons de la Unió Europea.
Ermites de Santiago i de la Santa Creu
No hi ha dades sobre la data de construcció de l'ermita de Santiago. Actualment forma un conjunt amb el cementiri, al costat de l'aparcament de la localitat. En la documentació antiga també ha estat cridada hospital. El primer esment documentat de l'ermita data de 1528. El nom de l'hospital va animar a Luis Pedro Peña Santiago a especular que per Alkiza es podria haver passat algun branc del Camí de Sant Jaume.

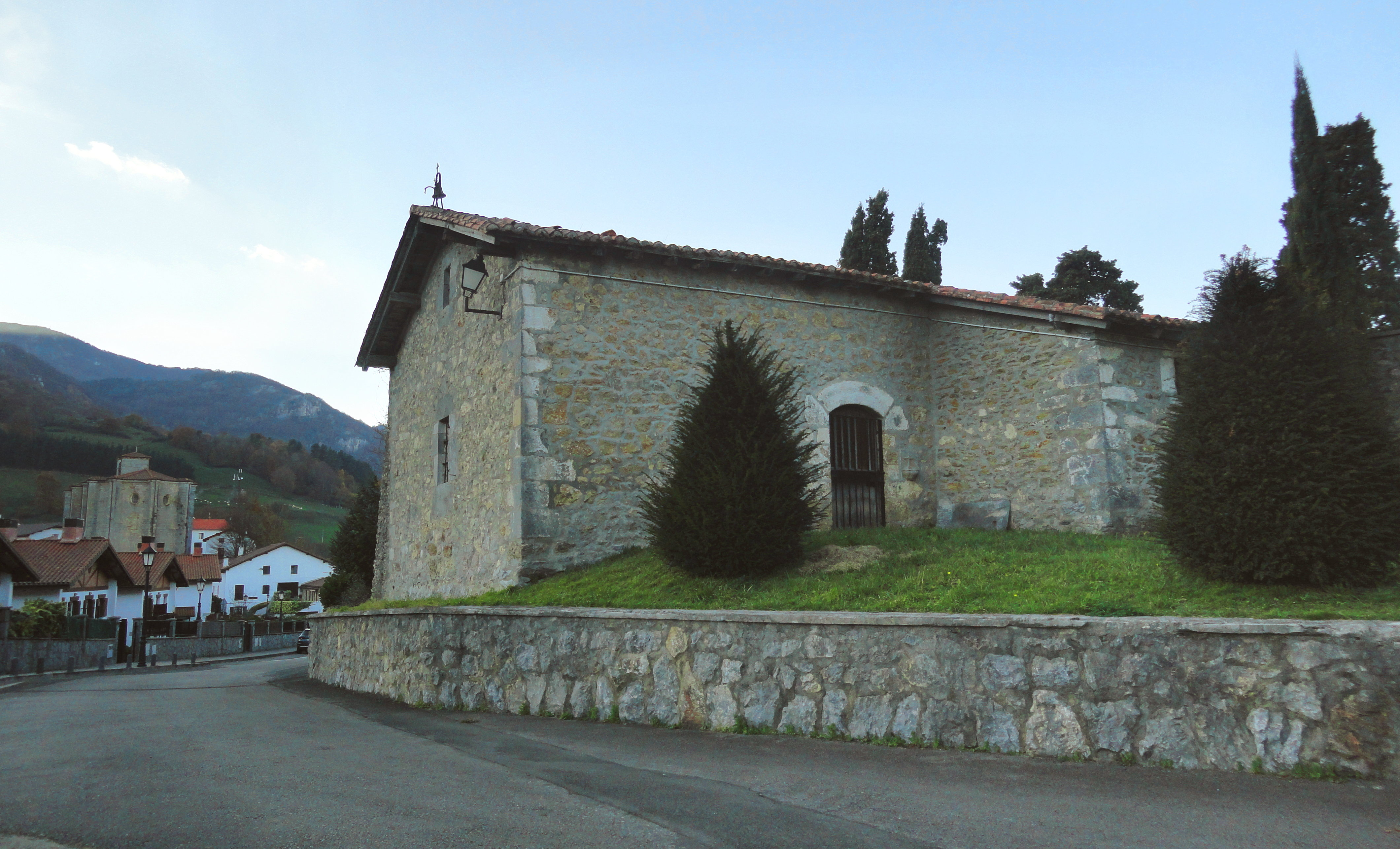
Ermita de Santiago

Va ser bastant habitual que els veïns d'Alkiza fessin donacions a l'ermita en els seus testaments. D'altra banda, en 1762 la parròquia de Sant Martín va encarregar a l'arquitecte Martín Carrera el projecte de construcció d'un calvari des de l'església fins a l'ermita. No hi ha dades de quan es va construir, però actualment mitja dotzena de creus segueixen en peus.
Pocs anys després de l'encàrrec a Carrera, el 22 de juny de 1771, el bisbat de Pamplona va prohibir donar missa en l'ermita per trobar-se aquesta en una situació arquitectònica precària. Aquesta prohibició va durar fins a 1832. Aquest mateix any el bisbat va autoritzar la restauració de l'ermita ja que s'havia pres la decisió de derrocar l'altra ermita de la localitat, l'ermita de la Santa Creu.
Es van celebrar misses en l'ermita de Santiago fins a 1977 i es va seguir celebrant la processó de Divendres Sant que partia de la parròquia i acabava en l'ermita fins a 1979. Actualment l'ermita està dessacralitzada.
L'ermita de la Santa Creu, allunyada del poble, es trobava a mitja hora de camí del nucli urbà i a 520 m d'altitud. L'antic camí d'Alkiza al Hernio passa al costat de les seves ruïnes. El primer esment documentat d'aquesta ermita data de 1528. En 1832 es va autoritzar l'enderrocament de la mateixa pel bisbat de Pamplona, al·legant que es trobava allunyada del nucli urbà i que tenia alguna paret caiguda.
Cementiri
Fins a principis del segle XVXIII els morts s'enterraven a l'església de Sant Martí. El cementiri pròpiament dit es va construir en 1708 al costat de l'ermita de Santiago. Durant mes d'un segle els morts es van enterrar, indistintament, a l'església parroquial o en el cementiri. A partir de 1828, s'ha utilitzat exclusivament el cementiri per als enterraments.
El cementiri va ser gestionat per la parròquia de Sant Martí fins a 1885 quan que l'Ajuntament va invertir 550 pessetes per a l'ampliació del mateix. A partir d'aquí l'ajuntament ha gestionat la infraestructura. En 1945 el cementiri es va ampliar i va adquirir amb la configuració actual.
Al febrer de 1926 es van traslladar des de la parròquia Sant Martin al cementiri els ossos que quedaven de les persones que havien estat enterrades en la mateixa.
Frontó

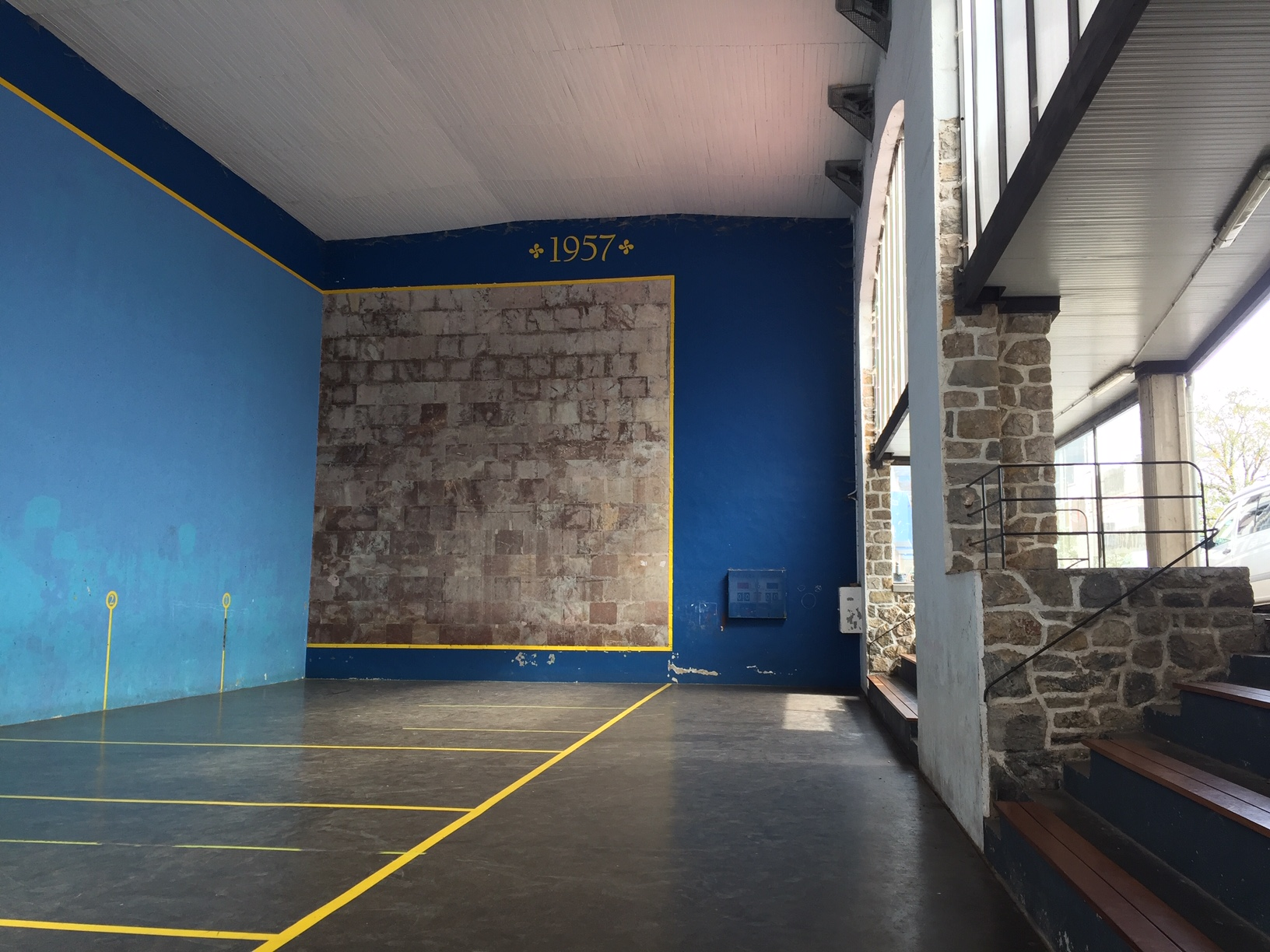
Frontó cobert inaugurat a 1957

El joc de pilota s'ha practicat des d'antic en Alkiza, tal com ho indica la toponímia menor: per exemple en els noms de les finques com Pelotaleku (lloc on es juga a pilota) o Mendiola-pilota-lekuazpia (sota el lloc on es juga a pilota en Mendiola). La primera referència documentada apareix en les ordenances de 1735, on es prohibia la pràctica de la pilota en el pòrtic de l'església durant les hores de culte.

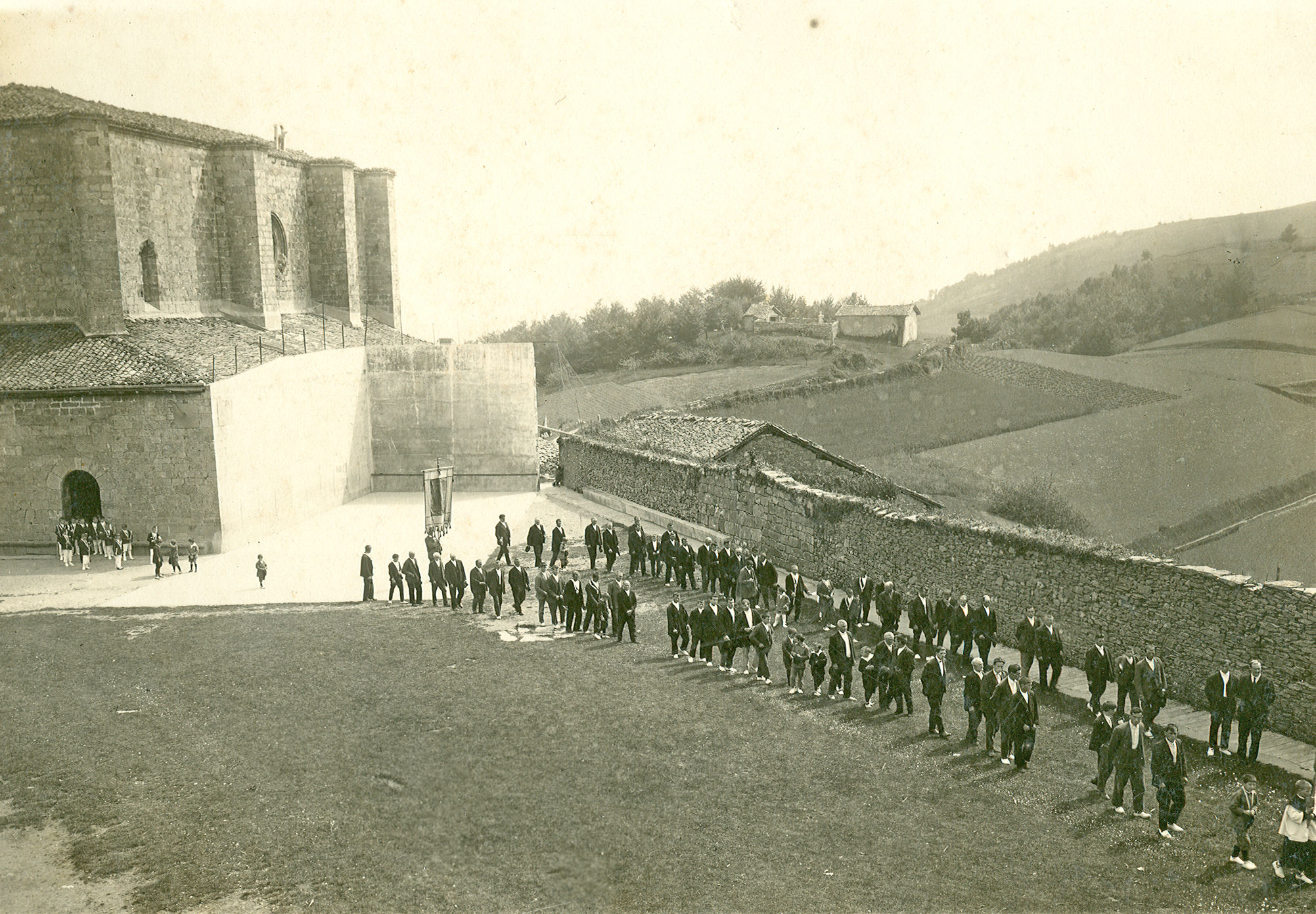
Primer frontó amb paret esquerra construit en 1922

No obstant això, el primer frontó de paret esquerra no va ser construït fins a 1922, finançat per la paperera Echezarreta, Larrion y Aristi d'Irura, dins de l'operació per a la construcció de la central hidroelèctrica Elektralkiza. La paret esquerra es va construir contra l'església de Sant Martí i el frontis enfront del caseriu Katalandegi. Va ser una obra important, ja que no hi havia frontó amb paret esquerra en tots els pobles. El pilotari Alkizarra Telesforo Arregi comenta el següent en una entrevista realitzada en 2003:
‘Als pobles dels voltants no hi havia frontons amb paret esquerra i el que tenia afició… tots a Alkiza. Des de Hernialde, des de Asteasu,. En Asteasu solament hi havia un petit pòrtic…’
L'actual frontó cobert es va inaugurar el 15 de desembre de 1957. Va ser construït per la Diputació Foral de Guipúscoa en el context del Dia dels Municipis de Guipúscoa. En el partit inaugural Atano X i Atano IX van guanyar 20-17 a Atano III i Atano IV.
En ser un dels pocs frontons coberts de Guipuscoa, hi havia gran afluència de gent forana que apropava a jugar, fins que en la dècada de 1980 es van començar a construir frontons coberts en tots els pobles de la província.
Altres llocs d'interès
- Elements del patrimoni etnogràfic d'Alkiza com la calera de Intxarraundiaga, les fonts-safaretjos d'Altzorbe i Etxabeguren Berri, el sistema de canals de recollida d'aigua del molí Goiko Errota, les calçades d'Ilumbe, Askantxo i Lakapide, la presa de Elektralkiza i la muralla de l'horta del caseriu Mariategi.
- Centre d'Interpretació Fagus-Alkiza. És la porta a la Zona d'Especial Conservació (xarxa Natura 2000) Hernio-Gazume.

## Persones cèlebres
- Martin Díez de Liatzasolo (1500-1883): escultor
- Anbrosio Bengoetxea (1551-1625): escultor i retablista.
- Migel de Irazusta (1665-1743): arquitecte i primer alcalde d'Alkiza.